# Strata-East Records
Strata-East Records ist ein  US-amerikanisches Jazz-Plattenlabel, das 1971 von den Musikern Stanley Cowell und Charles Tolliver gegründet wurde.

## Geschichte und Bedeutung
Das unabhängige Plattenlabel veröffentlichte in den 1970er Jahren über 60 Alben, u. a. von Künstlern wie Charles Brackeen, The Heath Brothers, Clifford Jordan, Larry Ridley, Max Roach, Charlie Rouse, Shirley Scott und Pharoah Sanders. Erste LP-Veröffentlichung war 1971 das Album Music Inc von Charles Tollivers gleichnamiger Formation. Auf Strata-East erschien auch Gil Scott-Herons 1974 entstandenes Album Winter in America mit Brian Jackson und die daraus ausgekoppelte Single The Bottle. Nach einer Besprechung der Kompilation Strata-East: The Legacy Begins sind für die Musik des Labels Post-Bop-Stile sowie afrozentrische rhythmische Elementen, gezielter sozialer Protest und „eine spürbare Dringlichkeit, voranzukommen“, charakteristisch.
Manche Künstler des Labels wurden von Hip-Hop-Produzenten gesamplet, beispielsweise samplete Q-Tip die Heath Brothers für das Stück „One Love“ von Rapper Nas. Auf dem Album Yesterdays Universe des Produzenten Madlib aus dem Jahr 2007 findet sich ein Tribute-Song auf das Strata-East Label, („Two for Strata-East“). 
Mit einem All-Star-Live-Konzert feierte Strata-East Records am 16. Juni 2021 das 50-jährige Bestehen des Labels. Unter der Leitung von Charles Tolliver spielten Saxofonist Billy Harper, Schlagzeuger Lenny White, Pianist George Cables, Bassist Buster Williams sowie „Special Guest“ Danny Glover.

## Ausgewählte Alben
- Charles Brackeen: Rhythm X (1968)
- Billy Harper – Capra Black (1973)
- Pharoah Sanders: Izipho Zam (My Gifts) (1973)
- Stanley Cowell: Musa: Ancestral Streams (1974)
- John Hicks – Hell's Bells (1975)
- Charlie Rouse: Two is One  (1974)
- George Russell – Electronic Sonata For Souls Loved by Nature 1980
- Charles Tolliver: Live at Slugs, Vol. 1 & 2 (1970/1973)
- Charles Tolliver:- Impact (1975)
- Various Artists: Strata-East: The Legacy Begins (Kompilation, ed. 2025)[1]